# Oblast autonome moldave
L'Oblast autonome moldave a été créé le 7 mars 1924 au sein de la RSS d'Ukraine.
Le nouveau pouvoir a eu quatre districts, chacun d'eux ayant une majorité moldave : 
- Rîbnița avec 48 748 habitants, dont 25 387 Moldaves (52 %) ;
- Dubăsari avec 57 371 habitants, dont 33 600 Moldaves (58 %) ;
- Tiraspol, entièrement moldave ;
- Ananiv avec 45 545 habitants, dont 24 249 Moldaves (53 %).

Le 12 octobre de la même année, le territoire a été élevé au statut de république autonome, la République socialiste soviétique autonome moldave.